# Mat (fiume)
Il fiume Mat è un fiume dell'Albania centro-settentrionale.
Nasce nel Distretto di Bulqizë, nel comune di Martanesh, si conclude dopo 115 km e sfocia nel mare Adriatico tra le città di Alessio e Laç nei pressi di Fushë-Kuqe. Si passa quindi attraverso una stretta gola attraverso la catena montuosa che separa la regione Mat della pianura costiera albanese. L'intero bacino idrografico si estende su una superficie di 2.441 chilometri quadrati.

## Dighe
Nei pressi del lago di Ulza (Liqeni i Ulzës) si trova una centrale idroelettrica con 64 m di altezza e 126 m di lunghezza, è stata costruita da specialisti sovietici e messa in funzione nel 1957. È la prima grande centrale idroelettrica del paese. Nei primi anni 2000, è stata rinnovata con aiuti stranieri in modo che si potesse ottenere di più. Proprio sotto la diga di Ulza è la stretta del lago di Shkopet (Liqeni i Shkopetit), che si estende per diversi chilometri attraverso la gola stretta ed è inoltre provvisto di un impianto idroelettrico. Questo impianto idroelettrico è di sei anni più giovane ed è stato ancora costruito sotto le istruzioni sovietiche. La diga è alta 53 m e lunga 90 m.
La portata media del Mat è di 103 m³ / s, questo è il terzo più grande tra i fiumi albanesi. Dopo la pioggia, egli conduce un sacco di acqua, causando ancora inondazioni, dalla costruzione delle centrali può essere regolato ma molto meglio; nell'acqua bassa ci sono numerosi ciottoli e ghiaia.

## Ponti
Durante la prima guerra mondiale le truppe austriache ebbero costruito vicino a Milot ponti provvisori. Nel 1927 è stato istituito il primo ponte permanente che attraversa il fiume, il ponte con cinque grandi arcate in acciaio su piloni di cemento si estende 480 metri, fu progettato da ingegneri tedeschi e svizzeri. Come uno dei più grandi edifici della ex Albania è stato chiamato Ponte Zogu in onore a Re Zog I. In seguito, è stata spesso indicato solo come Ponte Mat. Ci sono anche molti altri ponti.